# 温州市域铁路S1线
溫州市域鐵路S1線又称溫州轨道交通S1線，是浙江省溫州市第一条城市轨道交通线路，线路代表色为蓝色（#0061AE）。S1线为温州轨道交通市域铁路网中的重要主干线，是温州南站、温州站、溫州龍灣國際機場等不同交通枢纽的纽带。
S1线路全长约77公里，规划设站28个，平均站间距2.8公里；其中一期工程全长53.507公里，设站21个，其中预留3个。车站广播及车内广播使用汉语普通话、英语及温州话。

## 路线
S1线为东西走向的郊区快线，构建未来温州大都市核心区两大中心——中心城和瓯江口新城的通勤铁路，承担都市区范围内东西向组团间快速交通联系，串联瓯海中心区、中心城区、龙湾中心与龙湾机场和灵昆半岛，并服务动车站、龙湾机场。预留向洞头延伸条件。S1线路全长77.0km，平均站间距2.8km。設計時速120km/h，平均行驶速度为50-60km/h。
S1线一期工程西起瓯海区桐岭站，过甬台温铁路温州南站，上跨甬台温铁路至温州西站，沿既有金温铁路通道至温州东站，折向西南沿龙湾区南洋大道、前房路至机场，出机场后向北跨越瓯江南口至灵昆岛，终点为双瓯大道站，全长53.458km。为了加快S1线建设进度，一期工程以温州站为节点，分为东、西两段（温州站归入西段）分别编制设计方案。
其中西段（桐岭站至奥体中心站段）于2018年10月1日开始不载客试运行，并于2019年1月23日起开通试运营。2019年9月28日12时后全线通车运营。

## 车站

温州市域铁路S1线线路图

| 中文站名   | 英文站名                | 原规划名 | 换乘线路         | 所在地          | 启用时间      | 车站形式 |
| ---------- | ----------------------- | -------- | ---------------- | --------------- | ------------- | -------- |
| 桐岭       | Tongling                | 桐岭     | －               | 瓯海区          | 2019年1月23日 | 地面     |
| 潘桥       | Panqiao                 | 潘桥     | －               | 瓯海区          | 2019年1月23日 | 高架     |
| 动车南     | South Railway Station   | 温州南站 | －               | 瓯海区          | 2019年1月23日 | 地面     |
| 秀屿       | Xiuyu                   | 下斜     | －               | 瓯海区          | －            | 高架     |
| 新桥       | Xinqiao                 | 温州西站 | －               | 瓯海区          | 2019年1月23日 | 高架     |
| 德政       | Dezheng                 | 德政村   | －               | 鹿城区          | 2019年1月23日 | 高架     |
| 龙霞路     | Longxia Road            | 龙霞路   | －               | 瓯海区          | 2019年1月23日 | 高架     |
| 温州火车站 | Wenzhou Railway Station | 温州站   | █ S3线（规划中） | 鹿城区          | －            | 高架     |
| 惠民路     | Huimin Road             | 府东路   | －               | 鹿城区          | 2019年1月23日 | 高架     |
| 三垟湿地   | Sanyang Wetland         | 上江路   | －               | 瓯海区          | 2019年1月23日 | 高架     |
| 文昌       | Wenchang                | 文昌路   | －               | 瓯海区 / 龙湾区 | －            | 高架     |
| 龙腾路     | Longteng Road           | 龙腾路   | －               | 龙湾区          | 2019年1月23日 | 高架     |
| 科技城     | Kejicheng               | 温州大道 | －               | 龙湾区          | 2019年1月23日 | 高架     |
| 瑶溪       | Yaoxi                   | 南洋大道 | －               | 龙湾区          | 2019年1月23日 | 高架     |
| 奥体中心   | Olympic Center          | 奥体中心 | －               | 龙湾区          | 2019年1月23日 | 地下     |
| 永中       | Yongzhong               | 永强     | －               | 龙湾区          | 2019年9月28日 | 地下     |
| 机场       | Airport                 | 机场     | █ S2线           | 龙湾区          | 2019年9月28日 | 地下     |
| 灵昆       | Lingkun                 | 灵昆     | █ S2线           | 洞头区          | 2019年9月28日 | 高架     |
| 瓯江口     | Oujiangkou              | 半岛一   | －               | 洞头区          | 2019年9月28日 | 高架     |
| 瓯华       | Ouhua                   | 半岛二   | －               | 洞头区          | 2019年9月28日 | 高架     |
| 双瓯大道   | Shuang'ou Avenue        | 半岛三   | －               | 洞头区          | 2019年9月28日 | 高架     |
| 1.         |                         |          |                  |                 |               |          |

## 主要技术标准
- 铁路等级：I级
- 正线数目：双线
- 行驶方向：靠左行驶
- 速度目标值：120km/h（CK37+000-CK39+000段限速80km/h）
- 正线线间距：4.0m
- 最小曲线半径：一般地段800m，困难地段700m。限速地段根据实际情况和速度时间曲线模拟确定
- 最大坡度：一般地段20‰，困难地段30‰
- 到发线有效长度：360m；机场站450m
- 站台长度：180m；站台宽度：岛式14.5m、侧式6m
- 行车指挥系统：分散自律调度集中（CTC）

## 车辆
采用的4节编组市域D型车基于中车四方Cinova平台设计，结合城市轨道交通A型列车技术制造，为中国大陆自主研制的首列市域动车组。该动车组以电力牵引，接触网供电，采用动力分散式设计，初期以4辆编组运营，最大载客量1328人。同时，列车可以实现4辆、6辆、8辆灵活编组，以满足不同客流量的运营需求。每节车厢每侧设有4对车门，每对门为1.3米的大开度气密性双向塞拉门。在满载情况下，乘客可以在29秒以内快速完成乘降，大大减少了站停时间。列车采用基于ETCS-1的点式ATC列控系统，预留升级至CBTC移动闭塞的条件。

## 大事记
- 2011年3月19日，温州市铁路与轨道交通投资集团有限公司（以下简称“市铁投”）与中铁第四勘察设计院集团有限公司（以下简称“铁四院”）就温州市域铁路规划、建设模式进行了探讨，2011 年 3 月 23 日，铁四院完成《温州市域铁路 S1 线、S2 线方案研究汇报材料》 ；
- 2011年3月25日，市铁投与北京城建设计研究总院有限责任公司和铁四院在温州市就市域铁路 S1 线建设方案进行了研讨，并委托铁四院开展 S1 线可行性研究工作；
- 2011年3月28日～30日，铁四院组织项目技术人员赴温州进行现场踏勘、收集资料，在此基础上开展项目的简明可行性研究工作，完成简明可研初稿；
- 2011年4月21日，市铁投邀请专家组对温州市域铁路线网规划研究及市域 S1 线工程简明可行性研究进行评审；
- 2011年5月26日～7月10日，铁四院组织项目技术人员赴温州进行初测工作；
- 2011年5月完成市域 S1 线预可行性研究报告；
- 2011年6月2日，上海铁路局对 S1 线预可研文件进行了预审；
- 2011年6月20日，铁二院完成 S1 线预可研文件咨询评估；
- 2011年6月27日，浙江省发改委组织相关单位赴现场进行调研工作；
- 2011年7月11日， 浙江省发改委批复温州市市域铁路 S1 线项目建议书；
- 2011年7月～8月，先后完成两稿可行性研究报告（送审稿） ，并在文件编制过程中多次向市主要领导、铁投公司及有关部门汇报工可报告成果，线路总体方案得以最终确定；
- 2011年10月，完成温州市域铁路 S1 线工程可行性研究。
- 2011年10月27～29日，中国国际工程咨询公司于温州完成了本项目可行性研究专家评估审查；[16]
- 2011年11月11日，S1线石坦隧道试验段开工建设[17]。
- 2012年2月29日～2012年3月1日，国家发改委李国勇司长调研温州市域铁路，要求温州轨道交通规划二网合一；
- 2012年4月～2012年5月，定测；
- 2012年5月，温州市域铁路建设规划通过中咨公司评估；
- 2012年7月，完成总体设计并通过业主组织的专家评审。[16]
- 2012年9月24日，温州市域铁路S1线一期工程正式获得国家发改委批复，线路长约51.9公里，其中隧道及地下线长约14.3公里。建设期限为2012至2016年[18]。
- 2012年11月，浙江省发改委批复 S1 线可行性研究报告；
- 2012年12月，完成 S1 线初步设计分段文件编制；
- 2012年12月28～30日，温州市域铁路 S1 线一期工程初步设计（东段）通过了浙江省发改委组织的专家评审；
- 2013年3月15～17日，温州市域铁路 S1 线一期工程初步设计（西段）通过了温州市发改委组织的专家评审。[16]
- 2013年3月21日，温州市域铁路S1线一期工程正式动工，当时预计2016年建成[19]。
- 2014年，延迟至2017年通车，预计实现西段的通车，2018年底实现全线通车[20]。
- 2017年3月31日，首列S1线动车组列车下线，温州市铁投集团和中车青岛四方机车车辆股份有限公司联合举行了温州市域铁路S1线首列市域动车组的试乘活动[21][22]。
- 2017年9月18日，龙湾隧道全线贯通，标志着S1线所有隧道均已贯通[23][24]。
- 2018年10月1日，S1线一期西段（桐岭-奥体中心）开始不载客试运行[25]。
- 2019年1月23日，S1线一期西段（桐岭-奥体中心）开通试运营[8]。
- 2019年9月28日，S1线一期东段（奥体中心-双瓯大道）载客试运营。
- 2020年1月30日，S1线因2019冠状病毒病疫情影响而停运。[26]
- 2020年3月4日，S1线桐岭站至机场站恢复运营。[27]
- 2020年6月10日，S1线灵昆站至双瓯大道站恢复运营。[28]